# تاكايوكي سوزوكي
تاكايوكي سوزوكي، من مواليد 5 يونيو 1976 في هيتاشي باليابان، لاعب كرة قدم ياباني، وهو يلعب حاليا مع نادي النجم الأحمر الصربي، ومنتخب اليابان لكرة القدم.
بدأ سوزوكي مسيرته الكروية مع نادي كاشيما إنتلرز في عام 1995، وفي عام 1997 لعب مع نادي سينترو دو فوتبول البرازيلي، وفي عام 1998 لعب مع نادي كاشيما إنتلرز، وأعير إلى نادي جيف يونايتد في نفس العام، وعاد إلى نادي كاشيما إنتلرز في عام 1999، ولعب مرة أخرى لنادي سينترو دو فوتبول البرازيلي على سبيل الإعارة في نفس العام، ورجع إلى ناديه الأول مرة أخرى، وفي عام 2000 لعب لنادي كاواساكي فرونتال، وعاد إلى نادي كاشيما إنتلرز الياباني مرة أخرى في نفس العام، وفي موسم 2002/2003 انتقل إلى نادي ريسنغ غينك البلجيكي، وفي عام 2003 لعب لنادي كاشيما إنتلرز للمرة السادسة، ثم انتقل إلى نادي هودسين زولدر البلجيكي في موسم 2003/2004، ولعب مع نادي كاشيما إنتلرز في موسم 2004/2005، ويلعب حاليا مع نادي النجم الأحمر.

## كأس آسيا 2004
و قد سجل هدف في مرمى منتخب الأردن لكرة القدم.

## روابط خارجية
- تاكايوكي سوزوكي على موقع الاتحاد الدولي (مؤرشف)  (الإنجليزية)
- تاكايوكي سوزوكي على موقع رابطة كرة القدم اليابانية للمحترفين (اليابانية)
- تاكايوكي سوزوكي على موقع قاعدة بيانات كرة القدم.إي يو (الإنجليزية)
- تاكايوكي سوزوكي على موقع ناشيونال فوتبول تيمز (الإنجليزية)
- تاكايوكي سوزوكي على موقع Soccerway.com (الإنجليزية)
- تاكايوكي سوزوكي على موقع عالم كرة القدم.نت (الإنجليزية)